# (26328) Litomyšl
Litomyšl (asteroide n.º 26328) es un asteroide del cinturón principal, a 1,7853553 UA. Posee una excentricidad de 0,2172889 y un período orbital de 1258,29 días (3,45 años).
Litomyšl tiene una velocidad orbital media de 19,72110104 km/s y una inclinación de 5,95545º.
Este asteroide fue descubierto en 18 de noviembre de 1998 por Miloš Tichý, Zdeněk Moravec. Su nombre hace referencia a la ciudad checa de Litomyšl.